# Eleanor the Great
Pour les articles homonymes, voir Eleanor.
Pour plus de détails, voir Fiche technique et Distribution.
Eleanor the Great est un film dramatique américain réalisé par Scarlett Johansson (dans son premier long métrage en tant que réalisatrice), sorti en 2025.
Il met en vedette June Squibb, Chiwetel Ejiofor, Jessica Hecht et Erin Kellyman.
Il est présenté en première mondiale dans la section « Un certain regard » du Festival de Cannes 2025.

## Prémisse
Une Floridienne de 90 ans noue une amitié improbable avec un étudiant de 19 ans à New York.

## Fiche technique
Sauf indication contraire, les informations mentionnées dans cette section peuvent être confirmées par les bases de données cinématographiques IMDb et Allociné,  présentes dans la section « Liens externes ».
- Titre original : Eleanor the Great
- Réalisation : Scarlett Johansson
- Scénario : Tory Kamen
- Photographie : Hélène Louvart
- Montage : Harry Jierjian
- Musique : Dustin O'Halloran
- Producteurs : Scarlett Johansson, Jessamine Burgum, Charlotte Dauphin, Kara Durrett, Keenan Flynn, Jonathan Lia, Celine Rattray et Trudie Styler
- Sociétés de production : Maven Screen Media, Dauphin Studio, These Pictures, Pinky Promise et Wayfarer Studios
- Sociétés de distribution : TriStar Pictures / Sony Pictures Classics
- Pays de production :  États-Unis
- Langue originale : anglais
- Format : couleur - 1.85:1
- Genre : drame
- Durée : 98 minutes
- Dates de sortie[3] :
  -  États-Unis : 26 septembre 2025
  -  France : 
    - 20 mai 2025 (Festival de Cannes)
    - 19 novembre 2025 (sortie nationale)

## Distribution
Sauf indication contraire, les informations mentionnées dans cette section peuvent être confirmées par la base de données cinématographiques IMDb,  présente dans la section « Liens externes ».
- June Squibb : Eleanor Morgenstein
- Chiwetel Ejiofor :
- Jessica Hecht :
- Erin Kellyman :
- Lia Lando :
- Will Price :
- Swanmy Sampaio : Actriz
- Michael Everett Johnson : chauffeur Uber
- Rita Zohar (en) : Bessie

## Production
En septembre 2023, il a été annoncé que Scarlett Johansson ferait ses débuts de réalisatrice avec Eleanor, Invisible d'après un scénario de Tory Kamen.
En février 2024, June Squibb, Chiwetel Ejiofor, Jessica Hecht et Erin Kellyman ont rejoint le casting dans des rôles non divulgués, avec TriStar Pictures et Sony Pictures Classics en partenariat pour la première fois.
Le tournage principal commence en février 2024. Les lieux de tournage comprennent Coney Island. Le tournage s'est terminé en avril.

## Distinctions
Sauf indication contraire, les informations mentionnées dans cette section peuvent être confirmées par la base de données cinématographiques IMDb,  présente dans la section « Liens externes ».

### Sélection
- Festival de Cannes 2025 : section Un certain regard[8]
- (en) Eleanor the Great: Awards, sur l'Internet Movie Database